# Го Цзя
Го Цзя (кит. упр. 郭嘉, пиньинь Guō Jiā, 170 — 207), взрослое имя Фэнсяо (кит. упр. 奉孝, пиньинь Fèngxiào) — стратег и советник Цао Цао в период окончания правления династии Хань. Служил Цао Цао в течение 11 лет и располагал его исключительным доверием. Своими советами и стратегиями помог Цао Цао одолеть таких противников как Юань Шао и Люй Бу и достичь гегемонии на Северо-Китайской равнине.

## Биография

### Ранние годы
Го Цзя происходил из уезда Янди (кит. трад. 陽翟縣) округа Инчуань (кит. трад. 潁川郡). Ещё в молодости отличался высокими способностями. Он заводил дружбу с образованными людьми, но не снискал широкой известности, так как сторонился толпы. Но те, кто знал его, восхищались его интеллектом.
Вначале Го Цзя отправился на север, чтобы встретиться с Юань Шао, но быстро в нём разочаровался. Он сказал Синь Пину и Го Ту: «Господин Юань хочет подражать Чжоу-гуну, хорошо обращаясь со своими подчинёнными, но он не знает, как их использовать. У него много возможностей, но не хватает амбиций. Он любит строить планы, но не имеет воли, чтобы их осуществить. Сложно будет под его началом завладеть Империей!». Го Цзя покинул Юань Шао, а Синь Пин и Го Ту остались.

### Поступление на службу к Цао Цао
Го Цзя ушёл к Цао Цао и стал служить чиновником при дворе марионеточного Ханьского правительства. Цао Цао очень высоко ценил своего советника Си Чжицая, но тот рано умер. Цао Цао написал Сюнь Юю письмо, в котором посетовал, что после смерти Си Чжицая ему не с кем обсуждать вопросы, и попросил найти ему замену среди учёных мужей Жунани и Инчуани. Сюнь Юй посоветовал Го Цзя. Цао Цао вызвал к себе Го Цзя и они вместе обсуждали текущие дела. Цао Цао остался очень доволен: «Если есть кто-то, кто может помочь мне осуществить мои амбиции, то это Го Цзя». Го Цзя тоже был рад, что нашёл достойного господина. Го Цзя был назначен на должность «возлиятеля» (кит. 祭酒, палл. Цзицзю) в армии Цао Цао.

### Сравнение Цао Цао и Юань Шао
Цао Цао спросил у Го Цзя: «Бэньчу (Юань Шао) поднял армию в Ичжоу и подчинил себе Цинчжоу и Бинчжоу. Его земли обширны, армия велика, его доблесть несомненна. Я хочу победить его, но сил у меня недостаточно. Что я должен делать?»
Го Цзя ответил: «Мой господин должен знать, почему Сян Юй не смог победить Лю Бана. Император-основатель Хань для победы рассчитывал на стратегию, поэтому хотя Сян Юй был и могущественнее, он проиграл. Ваш слуга считает, что Юань Шао имеет десять недостатков, тогда как вы имеете перед ним десять преимуществ. У него много войск, но они бесполезны.
1. Юань Шао уделяет слишком много внимания протоколу, тогда как вы более естественны. Вы выигрываете в подходе.
2. Юань Шао восстаёт против, тогда как вы утверждаете власть Хань. Вы выигрываете в праведности.
3. Династия Хань пришла в упадок из-за неподдержания порядка и законов. Юань Шао мягок и потворствует своим последователям, тогда как вы поддерживаете строгую дисциплину. Вы выигрываете в управлении.
4. Юань Шао выглядит великодушным, но внутри он подозрителен и не доверяет никому, кроме своих родственников. Вы выглядите беззаботным, но внутри проницательны. Вы не подозреваете тех, на кого полагаетесь, и оцениваете всех по заслугам, невзирая на родство. Вы выигрываете в терпимости.
5. У Юань Шао много планов, но он нерешителен. Вы же решительны и легко приспосабливатесь к изменениям. Вы выигрываете в стратегии.
6. Юань Шао полагается на известность своего рода и привлекает ею тщеславных людей. Вы же честны со своими сторонниками и не гонитесь за пустой славой. Вы не скупитесь на награды для достойных. Многие способные люди хотят служить вам. Вы выигрываете в добродетели.
7. Видя голодных и замёрзших, Юань Шао выражает обеспокоенность их страданиями. Но кого он не видит, те его не интересуют. Вы иногда пренебрегаете менее важными вещами, но в важных делах вы благожелательны ко всем и ваша забота не проходит мимо никого. Вы выигрываете в доброжелательности.
8. Последователи Юань Шао часто бранятся и интригуют между собой, и распространяют клевету. Вы управляете, руководствуясь верными принципами, и не допускаете коррупции. Вы выигрываете в мудрости.
9. Юань Шао не различает добро и зло, тогда как вы поощряете добро и наказываете преступников. Вы выигрываете в гуманности.
10. Юань Шао стремится выглядеть грозно, но он не умеет управлять войсками. Вы можете одолеть бо́льшую армию имея меньшее число войск. Ваше мастерство вдохновляет солдат и приводит в ужас врага. Вы выигрываете в военном деле.»

Цао Цао рассмеялся и спросил: «Чем я заслужил такие слова?» Го Цзя продолжил: «Юань Шао сейчас втянут в противостояние с Гунсунь Цзанем на севере. Мы можем воспользоваться этим и напасть на Люй Бу на востоке. Если мы сначала не устраним Люй Бу, то когда Юань Шао станет нашим противником, и они объединятся, мы окажемся в большой беде». Цао Цао согласился.

### Главный стратег Цао Цао
В 198 году Цао Цао выступил в поход на Сюйчжоу против Люй Бу. Цао Цао трижды победил Люй Бу в сражении, что вынудило Люй Бу отступить в Сяпи и занять оборонительную позицию. Армия Цао Цао также была истощена, и в ней началась эпидемия. Цао Цао раздумывал над тем, чтобы отступить, но Го Цзя и Сюнь Ю посоветовали не упускать возможности покончить с Люй Бу, а воспользовавшись низким боевым духом его войск, предпринять решительную атаку. Цао Цао последовал совету, одержал победу, захватил Люй Бу в плен и казнил.
Когда в 196 году Лю Бэй, которого прогнал из Сюйчжоу Люй Бу, обратился к Цао Цао за помощью, Цао Цао встал перед выбором, как ему поступить с Лю Бэем. Пэй Сунчжи приводит два противоречящих друг другу свидетельства о позиции Го Цзя. Согласно Вэй Шу (кит. упр. 魏書) Го Цзя отсоветовал убивать Лю Бэя, отмечая, что Лю Бэй имеет славу героя и пришёл служить Цао Цао, и его убийство разрушит его репутацию поколеблет лояльность к Цао Цао всех прочих. Согласно же Фу Цзы (кит. упр. 傅子) Го Цзя указывал на большую опасность, исходящую от Лю Бэя, и советовал разобраться с Лю Бэем, пока не стало слишком поздно. Пэй Сунчжи не даёт своего мнения о том, чьё изложение верно.
В Фу Цзи утверждается, что когда Лю Бэй предал Цао Цао и захватил Сюйчжоу, Го Цзя посоветовал немедленно выступить против Лю Бэя и не бояться удара в спину от Юань Шао, поскольку тот слишком подозрителен и медлителен. Цао Цао принял его предложение, напал на Лю Бэя и разгромил его. Лю Бэй бежал к Юань Шао. Юань Шао за это время ничего не предпринял. Однако, Пэй Сунчжи следом за Чэнь Шоу считает, что Цао Цао пришёл к решению напасть на Лю Бэя самостоятельно.
Го Цзя также предсказывал смерть Сунь Цэ от рук случайного убийцы. Действительно, Сунь Цэ был убит бывшими подчинёнными Сюй Гуна до того, как смог начать предполагаемое нападение на столицу Цао Цао — Сюйчан.

### Походы против сыновей Юань Шао
В 203 году Цао Цао напал на сыновей Юань Шао — Юань Таня и Юань Шана. Он победил в нескольких битвах подряд, и многие генералы призывали продолжать наступление и добить Юаней, но Го Цзя сказал, что лучше отступить и выждать, пока распря между Танем и Шаном за наследство Юань Шао не перерастёт в открытую войну. Цао Цао согласился. Случилось как и говорил Го Цзя. Юань Шан победил Юань Тана, тот бежал в Пинъюань и послал Синь Пи послом к Цао Цао с просьбой о помощи. Это позволило Цао Цао разгромить братьев поодиночке и занять Ечэн и Наньпи.
После окончательной победы в 205 году Го Цзя побудил Цао Цао принять к себе на службу ведущих учёных людей из северных округов, чтобы укрепить лояльность населения только что завоёванной территории. За свои заслуги Го Цзя получил титул Вэйянского хоу (кит. упр. 洧陽亭侯).
Юань Шан бежал к племенам Ухуаней, и Цао Цао готовился напасть на их вождя Тадуня. Некоторые советники в стане Цао Цао беспокоились о возможном нападении Лю Бэя в союзе с Лю Бяо, но Го Цзя предсказал что Лю Бяо промедлит сам и не захочет давать Лю Бэю слишком независимое командование. Го Цзя призвал оставить провиант позади и отобрать лёгкие войска для внезапной атаки. Враг был застигнут врасплох, Тадунь схвачен и казнён, а Юань Шан и Юань Си бежали в Ляодун.

### Смерть
Во время кампании Го Цзя заболел и на пути обратно в столицу умер. Цао Цао был глубоко опечален. Цао Цао сказал Сюнь Ю: «Все вы одного возраста со мной, только Фэнсяо был моложе. Я собирался доверить ему наше будущее, но ему самому было суждено умереть молодым.» Го Цзя получил посмертное имя Чжень-хоу (кит. упр. 貞侯), а его владения увеличены до тысячи домов. Ему наследовал его сын Го И.

## Характеристики
Го Цзя был известен своей дальновидностью, и мог точно предсказывать развитие событий. Цао Цао однажды заметил: «Только Фэнсяо знает, о чём я думаю».
Возвращаясь из неудачной экспедиции в Цзинчжоу Цао Цао с горестью воскликнул: «Если бы Го Фэнсяо был рядом, я бы не оказался в таком положении».
Чэнь Цюнь осуждал Го Цзя за распущенность и часто критиковал его за это при дворе, но Го Цзя не возражал. Цао Цао ценил Го Цзя за его талант, но также был доволен принципиальностью Цюня.